# Троїцький Болдин монастир, Дорогобуж
Троїцький Болдин монастир, Дорогобуж (рос. Троицкий Болдин монастрь) — чоловічий православний монастир в сучасній Смоленській області, поруйнований фашистськими загарбниками і наново відновлений. Пам'ятка архітектури кінця 16 ст.

## Історія

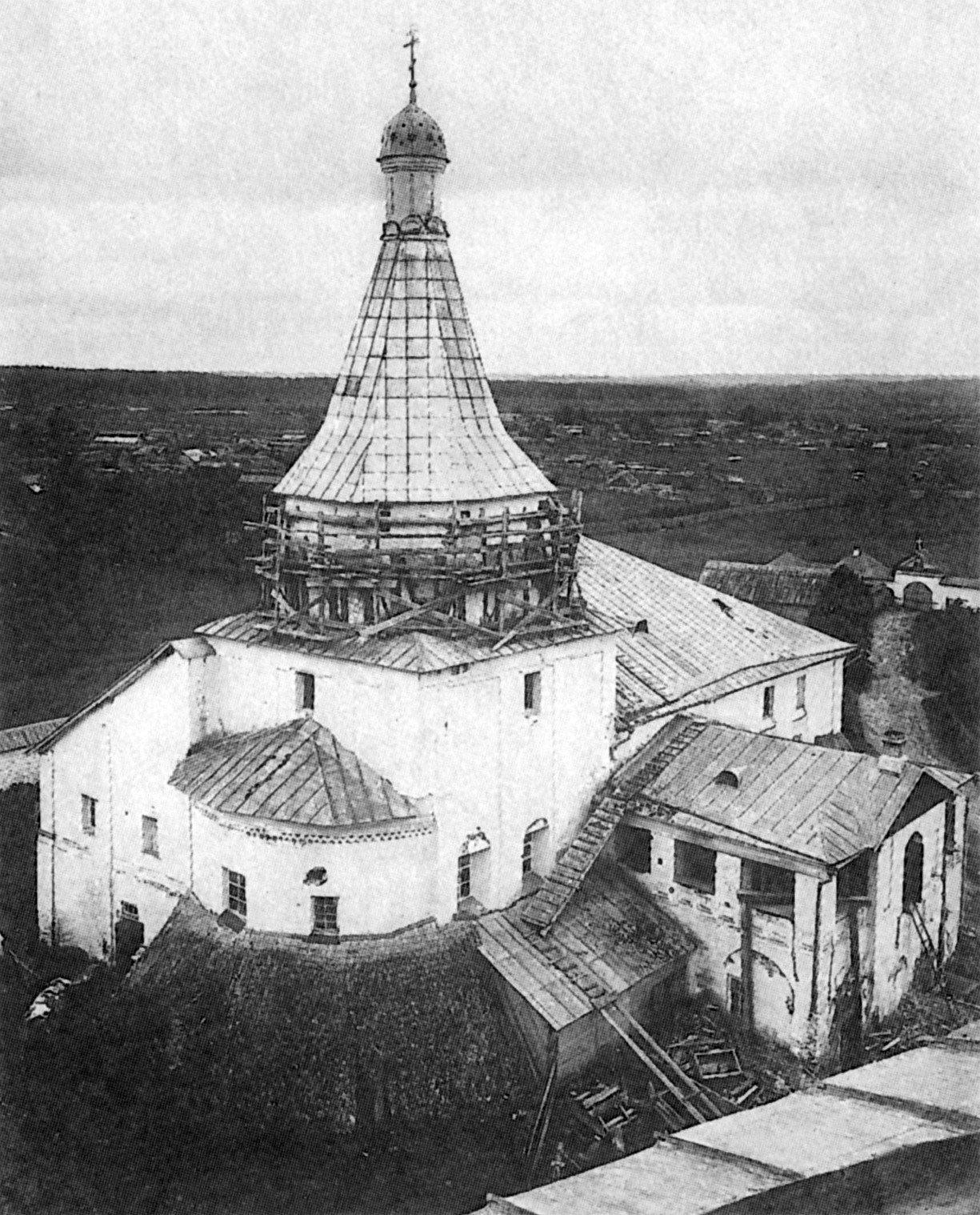
Церква Введення Болдинського монастиря до реставрації її Барановським.

1530 року монастир заснував Герасим Болдинський. В 16 столітті монастир пережив період уваги з боку московського царя та бояр, що сприяло дарам і збагаченню. Так, монастир став феодалом-власником земель та сільських поселень із селянами. Не цуралась братія і власної промислової діяльності і торгівлі. Наприкінці 16 ст. монастир володів 80 селами в Дорогобузькому районі, 20 селами в інших, скотарними дворами, пасіками, водоймами з рибою та млинами. 
Економічні успіхи сприяли будівництву монастирських дворів та крамниць в містах Дорогобуж, Вязьма, Смоленськ, Москва. Первісні дерев'яні споруди почали заміняти на менш пожежонебезпечні кам'яні і цегляні у 1590-х роках. Саме цими роками датують Троїцький собор із п'ятьма банями, монастирську дзвіницю, трапезну із Введенською церквою, кам'яний паркан. 
Чергова війна в Польсько-Литовською державою закінчилася втратою для Московії Смоленська і смоленських земель, котрі в період 1617—1654 рр. відійшли до Польщі. Православний монастир занепав, а його споруди згодом віддали під Смоленський єзуїтський колегіум. Після повернення Смоленського краю до складу Московії 1654 року, монастир в провінції відродили. Але економічний стан закладу помітно погіршився. На кінець 17 ст. монастир володів лише землями та 20 селами.

## В 18 ст.
На початку 18 ст. святитель Іоанн (Максимович) сприяв заснуванню в монастирі друкарні, де перекладали з латини чи друкували богословську літературу. 1764 року згідно маніфесту імператриці Катерини ІІ в імперії відібрали монастирські землі в казну, що зачепило і Троїцький Болдин монастир.

## В 19 ст.
Етап підживлення монастирського і господарського життя прийшовся на 1870-1880 роки за часів настоятеля Андрія (Васильєва). Тоді в черговий раз ремонтували та відновили монастирські приміщення, вибудували нові Святі ворота та каплицю засновника монастиря Герасима Болдинського, Готель-постоялий двір для паломників, будинок для настоятеля, просфорню та млин. Був створений монастирський сад на 700 дерев.

## Реставрація Петра Барановського

Троїцький Болдин монастир, архівне фото

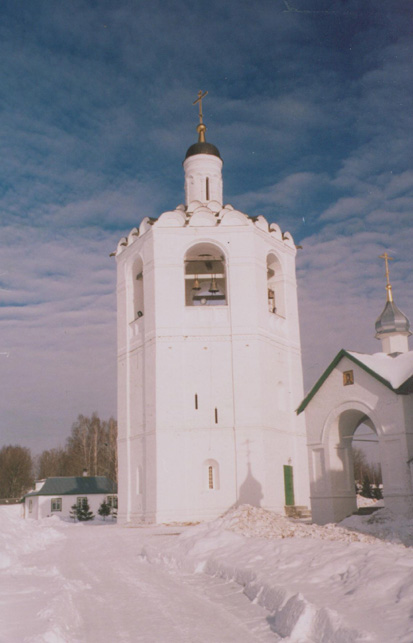
Монастирська дзвіниця, фото 2005 р.

Барановський Петро Дмитрович, дослідник давньоруської і російської архітектури, сам архітектор-реставратор і уродженець смоленського краю, ніколи не полишав клопотань по дослідженню та реставрації пам'яток старовини своєї малої батьківщини. Саме він клопотався про наукові дослідження, описи та обміри споруд в селі Коломенському, в Троїце-Сергіївій лаврі в перейменованому більшовиками Загорську, фортеці-кремля в Серпухові, Новоєрусалимського монастиря на річці Істра, в Криму ним описана  Генуезька фортеця та вежа Фіеско 1409 року побудови . 
Об'єктами його захисту і клопотань в Смоленському краї роками були Вознесенський монастир Смоленська, барокова садиба Хмеліта родини Грибоєдових, музей в Дорогобужі. Над рятуванням середньовічних споруд Троїце Болдина монастиря Барановський працював ще в 1920-х роках.  Розшуки в архівах дозволили йому припустити, що архітектором тут попрацював сам Федір Конь. Як фортифікатор Федір Конь мав доручення вибудувати фортецю-кремль в Смоленську та Біле місто(фортецю) в Москві, що і встиг зробити. Царський майстер необережно посварився з надвірним іноземцем Генріхом Штаденом, що закінчилося бійкою. Рятуючись від люті царя Івана Грозного, Федір втік на Смоленщину і заховався в Троїцький Болдин монастир близько 1575 року. А згодом в монастирі розпочали значні будівельні роботи. 
Гіпотеза Петра Барановського отримала підтвердження 1923 року. В архівах Швеції віднайшли розходні книги саме Троїцького Болдина монастиря 16 століття. Записи підтвердили будівничу діяльність архітектора на користь монастиря. Згодом син Федора Коня почав працювати там монастирським скарбничим 
За часів СРСР 1929 року монастир офіційно зачинили. В Троїцькому соборі створили зерносклад, Введенська церква з трапезною стали колгоспним сиропідприємством, в каплиці встановили сепаратор для перегону молока.
- Спорудам Федора Коня не дуже пощастило. Смоленська фортеця поступово руйнується і потребує реставрацій.
- Біле місто (фортеця) в Москві втратила оборонне значення ще до середини 18 ст. За радикальним наказом імператриці Єлизавети Петрівни старі вежі і мури були вщент розібрані на будівельні матеріали [3].
- Троїцький Болдин монастир опинився на тимчасово захоплених територіях німецько-фашистськими загарбниками. Під час відступу 1943 року фашисти майже два тижні свердлили мури монастиря і встигли висадити їх в повітря. Випадково збереженою була лише стара дзвіниця.

## Нова відбудова в повоєнний період
Відчайдушний Петро Барановський місяцями ходив по радянським офіційним закладам в райкомі компартії, райвиконкомі, облвиконкомі, у Всеросійському товаристві охорони пам'яток історії і культури, аби довести унікальність монастирського комплексу під Дорогобужем . Нарешті це вдалося. І з 1964 рокурозпочалася довга історія відбудови монастиря за старовинними описами та обмірами. На початок 21 ст. відновлено чоловічій православний монастир.